# Fay (Orne)
Fay ist eine französische Gemeinde mit 69 Einwohnern (Stand 1. Januar 2022) im Département Orne in der Region Normandie (bis 2015 Basse-Normandie). Sie gehört zum Arrondissement Mortagne-au-Perche und zum Gemeindeverband Collines du Perche Normand. Die Bewohner nennen sich Fayards.

## Geografie

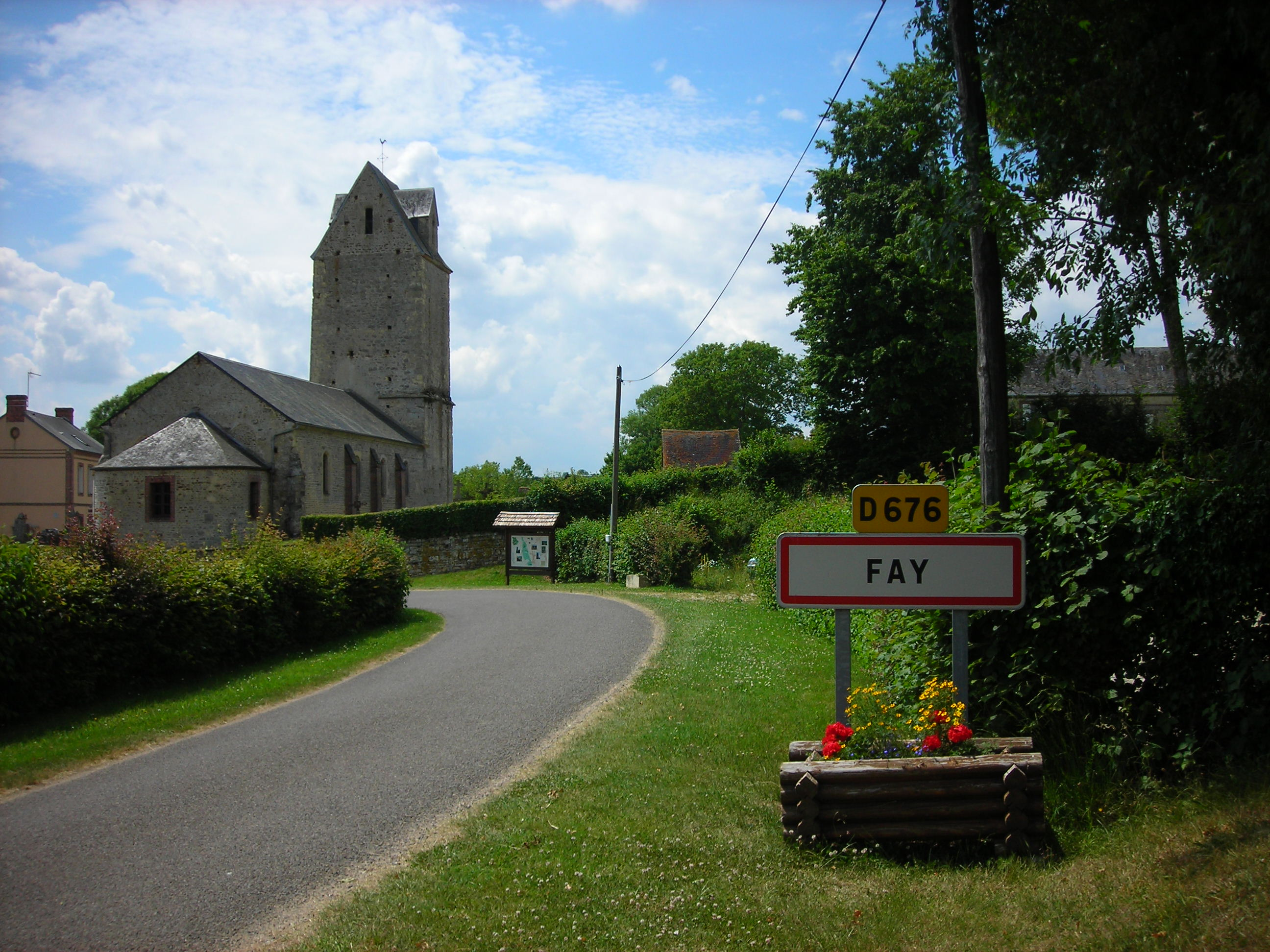
Ortseingang

Die Gemeinde liegt im Hügelland Collines du Perche in der Landschaft Perche, 33 Kilometer ostsüdöstlich der Stadt Argentan. Prägend im 8,68 km² umfassenden Gemeindegebiet ist die Loire-Seine-Wasserscheide. Während der lange Ruisseau de Fay als Zufluss der oberen Sarthe zum Einzugsgebiet der Loire zählt, entspringt im Ortsteil Crasse ein Quellbach der Risle, die der Seine zufließt. Die Umgebung ist geprägt von Wiesen, kleinen Wäldern und den typischen Hecken (bocages), die die Weideflächen begrenzen. Zur Gemeinde gehören zahlreiche Einzelhöfe und Weiler. Die größten sind Crasse, La Crochetière, Le Saubillon, Le Moncel, La Choletière, Le Pommier (teilweise), La Blanchonnerie und Le Buisson de Fay.
Begrenzt wird Fay von den Nachbargemeinden Sainte-Gauburge-Sainte-Colombe im Norden, Mahéru im Osten, Saint-Agnan-sur-Sarthe im Süden, Ferrières-la-Verrerie im Westen sowie Planches im Nordwesten.

## Ortsname
Der Ortsname wurde 1062 erstmals als Fageto erwähnt. Der Name stammt vom lateinischen fagus = Buche ab.

## Bevölkerungsentwicklung
| Jahr      | 1962 | 1968 | 1975 | 1982 | 1990 | 1999 | 2010 | 2021 |
| --------- | ---- | ---- | ---- | ---- | ---- | ---- | ---- | ---- |
| Einwohner | 125  | 116  | 89   | 71   | 69   | 73   | 64   | 69   |

Im Jahr 1793 wurde mit 410 Bewohnern die bisher höchste Einwohnerzahl ermittelt. Die Zahlen basieren auf den Daten von cassini.ehess und INSEE.

## Sehenswürdigkeiten
- Kirche Saint-Martin aus dem 16. Jahrhundert mit quadratischem Glockenturm und Bogenfenstern; ein Stuhl aus dem 18. Jahrhundert, eine geschnitzte Figurengruppe aus dem 15. Jahrhundert und eine St.-Martin-Statue sind als Monument historique ausgewiesen[4]

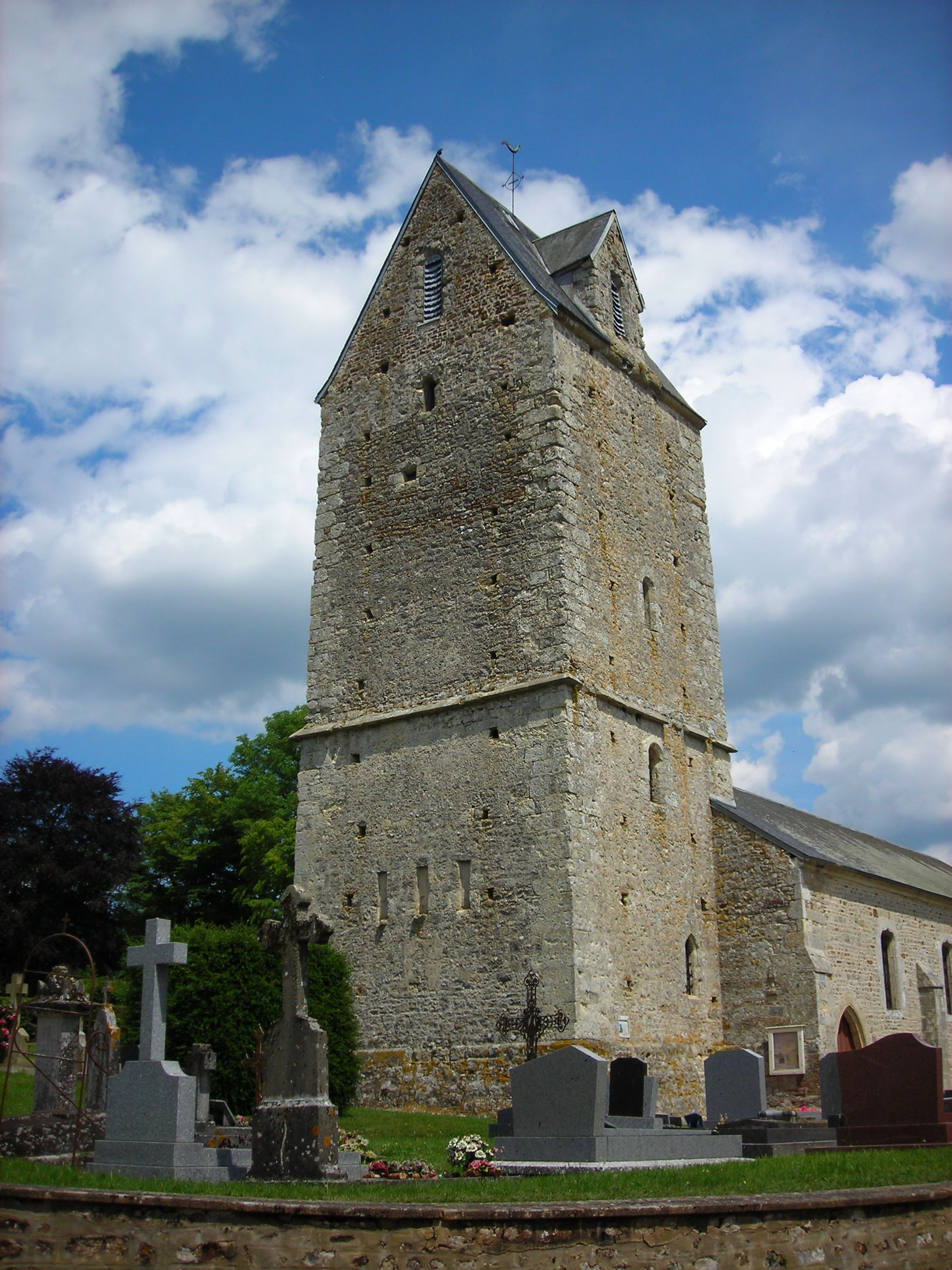
Kirche Saint-Martin

- Château de Fay
- Château de la Crochetière
- Brunnen Saint-Martin
- Wegkreuze

## Wirtschaft und Infrastruktur
In der Gemeinde Fay sind elf Landwirtschaftsbetriebe ansässig (Gemüseanbau, Milchviehhaltung, Rinder-, Ziegen- und Schafzucht). Außerdem gibt es in Fay drei Forstbetriebe.
An der südlichen Gemeindegrenze von Fay verläuft die Fernstraße D 3 von Sées nach L’Aigle. Im 25 Kilometer entfernten Sées  bestehen Anschlüsse an die A 28 und die A 88. Der Bahnhof in der 23 Kilometer entfernten Stadt L’Aigle liegt an der Bahnstrecke nach Saint-Cyr-l’École bei Paris.

## Belege
1. ↑  Ernest Nègre: Toponymie générale de la France, Band 2, 1996 (ISBN 2600001336)
2. ↑  Fay auf cassini.ehess
3. ↑  Fay auf INSEE
4. ↑  Eintrag in der Base Mérimée des Kulturministeriums. Abgerufen am 14. Mai 2019 (französisch).
5. ↑  Landwirtschaftsbetriebe auf annuaire-mairie.fr
6. ↑  Forstbetriebe in Fay